# Fronta Polisario
Fronta Polisario nebo pouze Polisario (arabsky جبهة البوليساريو [Ŷabhet al Bolisariu]) je akronym španělského názvu Lidové fronty osvobození Sakía al Hamra a Ria de Oro (španělsky Frente Popular de Liberación de Saguía el Hamra y Río de Oro, arabsky و وادي الذهب [Ŷabhet el-Šaebiyah el-Tahrir Saquiyah el-Hamra' o-Wodi al-Daheb]). Jde o povstalecké hnutí, jehož cílem je vymanit Západní Saharu ze správy Maroka.
Polisario ovládá zhruba 20 % rozlohy země a vyhlásilo na ní Saharskou arabskou demokratickou republiku.

## Historie
V r. 1971 založil Wálí Mustafa Sajed, tehdy student práv na univerzitě v Rabatu, skupinu, která se zabývala možností násilného osvobození Západní Sahary bez marocké účasti. V r. 1973 se podařilo marockým úřadům tuto skupinu rozehnat a Wálí Mustafa Sajed uprchl do pouště. 10. května téhož roku byl zvolen generálním tajemníkem Polisario na jejím zakládacím sjezdu, který se konal v Mauritánii ve městě Aïn Bentili. Ještě toho měsíce byl zahájen ozbrojený boj napadením Španělů v posádce Khanga. Fronta získala masivní podporu místního obyvatelstva v létě 1975, kdy Španělsko umožnilo jednotkám Polisario volný pohyb územím a začalo s ním vyjednávat o praktickém předání moci.

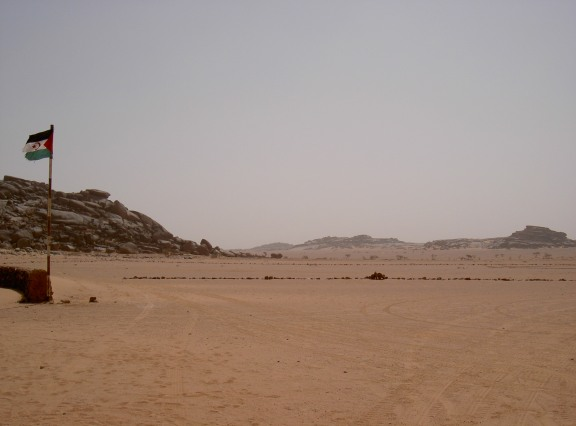
Vojenská hranice mezi územím kontrolovaném frontou Polisario a Maroka u Tifariti

Poté, co se španělské jednotky začaly stahovat v říjnu 1975, obsadilo Polisario většinu území Západní Sahary. Když na základě Madridských dohod vstoupily v prosinci do země jednotky Maroka a Mauritánie, nastaly střety s jednotkami Polisario, přičemž významnější konflikty jsou zaznamenány od ledna 1976. V té době mnoho Sahařanů opustilo svoje domovy pod vlivem jednostranných zpráv a ustupovalo před Maročany spolu s jednotkami Polisario. Marocký letecký útok na jejich tábory se stal roznětkou k eskalaci bojů. Koncem ledna jednotky Polisario napadly dopravník fosfátů u Bukry a v téže době proběhla bitva u Amgaly mezi marockými jednotkami a jednotkami Polisario. Významnou pomoc Polisariu poskytlo Alžírsko, které se zúčastnilo bojů, ovšem doposud přiznává pouze logistickou pomoc. Po stažení Španělů vyhlásilo Polisario 27. února 1976 na celém území Západní Sahary Saharskou arabskou demokratickou republiku.
Polisario pokračovalo v gerilových bojích a utečenecké tábory přemístilo do okolí Tindúfu v Alžírsku. Díky vysoké mobilitě bylo schopno ohrozit jakékoli místo v Západní Sahaře a na velké části území Mauritánie, a dokonce uskutečňovalo i výpady do vlastního Maroka. Zatímco Maroko svoji moc nad územím pomalu upevňovalo, Mauritánie nebyla schopna tlaku jednotek Polisario vzdorovat, a přestože se jejím vojákům podařilo v r. 1976 zabít Wálího Mustafu Sajeda při nájezdu na Nuakšott, po státním převratu v r. 1978 se vzdala veškerých nároků na Západní Saharu. Funkci generálního tajemníka Polisario převzal Mohamed Adbelazíz (a vykonává ji až dosud – 2014).
Po stažení Mauritánie ze Západní Sahary obsadilo tuto část Maroko a od počátku 80. let začalo uvnitř země budovat obranný val. Tato strategie spolu s pádem sovětského bloku, který Polisario podporoval především přes Alžírsko, vedla k uzavření příměří 6. září 1991. Pod kontrolou Polisario zůstala pouze ekonomicky nevýznamná a výrazně menší část Západní Sahary, kterou nazývá Svobodná zóna. Přes mnohá vyjednávání a různé plány zůstává (2011) situace prakticky nezměněna.

## Ideologie

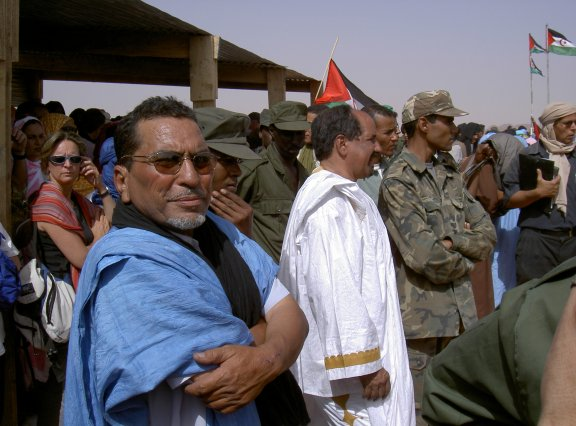
Mohamed Abdelaziz, generální tajemník Fronty Polisario (napravo v bílém)

Polisario je nacionalistická organizace, jejímž cílem je naprostá nezávislost Západní Sahary. Výrazně levicové názory ze 70. a 80. let se po rozpadu Sovětského svazu staly umírněnější. Deklaruje se jako fronta a nikoli politická strana, přesto je pozorovatelem v Socialistické internacionále. Přerod na politickou stranu je jednou z možností po dosažení nezávislosti; druhou je rozpuštění. Polisario odsuzuje terorismus a útoky proti civilistům.
Přestože některé zdroje uvádějí, že od r. 1979 OSN uznává Polisario jako zástupce lidu Západní Sahary, v příslušných dokumentech se to neuvádí.

## Struktura
Struktura Fronta Polisario se vyvinula od nepočetné gerilové organizace s rozhodující mocí generálního tajemníka a 9 členů politbyra po současnou méně autokratickou. Vojenská organizační struktura od uzavření příměří oslabila a má spíše táborovou strukturu.
Vzhledem k úzkému propojení Fronty Polisario, Saharské Arabské Demokratické Republiky a ozbrojených sil (Saharská lidová osvobozenecká armáda) jsou funkce v nich často de facto identické a nepřehledné.